# Кокс против Луизианы
Кокс против штата Луизиана (Cox v. Louisiana) — дело в Верховном суде Соединённых Штатов, касающееся первой поправки к Конституции США; приговор вынесен 18 января 1965 года. Суд постановил, что органы власти штата не могут применять статуты (законы) о нарушении общественного порядка (breach of the peace) против протестующих, принимающих участие в мирных демонстрациях, которые потенциально могут спровоцировать насилие.

## Повод
Дело возникло после того, как 14 декабря 1961 года студенты чёрного колледжа в Батон-Руж, штат Луизиана, пикетировали рестораны, использующие расовую сегрегацию. Это привело к аресту 23 протестующих. На следующий день, министр конгрегационалистской церкви преподобный Б. Элтон Кокс, призвал протестующих собраться у здания суда, где судили студентов. Всего к суду направилось около 2000 человек (пешком, так как водители автобусов кампуса были арестованы). За несколько кварталов от суда толпа была встречена шефом службы шерифов Клингом и капитаном полиции Фонтом. Поскольку пикетирование суда американскими законами запрещено, было договорено, что митинг состоится через дорогу от здания суда. Кокс выстроил свою группу на расстоянии 101 фута (более 30 метров) от входа в суд. Вокруг собралась толпа в 100—300 человек любопытных белых. Собравшиеся стали петь гимны, в том числе «Мы преодолеем», которым стали подпевать находившиеся в здании суда студенты. Вслед затем Кокс произнес речь о том, что митингующие собрались в знак протеста против ареста студентов и не собираются применять какое-либо насилие. Вслед затем Кокс призвал чернокожих студентов повторить то же, что сделали 23 арестованных: разойтись по кафе и требовать, чтобы их обслужили у стойки «только для белых», и если их не обслужат, то просидеть в заведении как минимум 1 час. Это вызвало «ропот» в белой толпе на улице. Клинг заявил, что это является подстрекательством к беспорядкам, провоцированием страха и беспокойства среди белых свидетелей митинга, после чего объявил в мегафон: «До сих пор ваша демонстрация была более или менее мирной, но то, что вы делаете теперь, есть прямое нарушение закона, и оно должно быть немедленно прекращено». Согласно одним свидетелям, Кокс показал «вызывающий жест», согласно другим — он потребовал «не расходиться»; во всяком случае, демонстрация продолжалась и после отказа исполнить повторное требование, была разогнана с помощью слезоточивого газа. На следующий день Элтон Кокс был арестован. Ему предъявили обвинение по пунктам «Преступный заговор», «Нарушение общественного порядка», «Затруднение передвижения в общественном месте», «Пикетирование перед зданием суда». Он был приговорен к четырём месяцам тюрьмы и штрафу в $ 200 за нарушение общественного порядка, пяти месяцам тюрьмы и штрафу $ 500 за воспрепятствование общественному передвижению, и одному году тюрьмы и штрафу в 5000 долларов за пикетирование перед зданием суда. Приговор был кумулятивным (то есть без поглощения меньшего наказания большим).

## Социальный контекст
Все американские суды придерживаются единых судебных стандартов Верховного суда, но местные и государственные суды более непосредственно находились под влиянием политических и социальных условий, характерных для их штата. Соответственно, в 1950-х и 1960-х годов, суды южных штатов более сильно находились под влиянием межрасовой борьбы, тогда как судьи Верховного суда, не избиравшиеся от округов, а назначавшиеся пожизненно, были более независимы от конъюнктурных страстей. Во многом по этой причине, чернокожие из южных штатов предпочитали иметь дело с федеральными судами, где они чувствовали, что имеют больше шансов на справедливый разбор их дела. Исследования, проведённые в 1950 и 1960-х гг., показывают, что чернокожие были правы в своём предпочтении федеральных судов, так как федеральные суды принимали решение в пользу чернокожих обвиняемых на 60 % чаще, чем суды южных штатов.
К концу 1964 года, когда Верховный суд заслушал доводы в деле Кокс против Луизианы, демонстрации и протесты отметили изменения в американском обществе. В 1965 редактор «Нью-Йорк таймс», Джеймс Рестон отмечал в редакционной статье: «этот растущий протест в стране оказывает своё действие». Рестон также заявлял, что «новый активистский дух церкви и университетов в Америке, в сочетании с современной телевидением и самолётами, в настоящее время оказывает глубокое влияние на права и политику в Соединённых Штатах».

## Решение суда
Согласно обвинению в суде штата, пение превратило мирное собрание в беспорядки. Однако существовала плёнка со съёмками протеста, и суд, просмотрев её, констатировал сугубо мирный характер акции.
Приговор суда расценивают как наиболее двусмысленный в этого рода делах. С Кокса было снято обвинение в нарушении мира, но сохранены обвинения в пикетировании около здания суда и воспрепятствовании передвижению. Сохранение обвинения в воспрепятствовании передвижению было непосредственно направлено против профсоюзов с их практикой пикетов, что признавал и сам судья Хьюго Блэк, заявивший: «те, кто поощряет меньшинства считать, что Конституция США и федеральные законы дают им право на пикетирование улиц, когда они выбирают это ради целей, которые, как они заранее считают, являются справедливыми и благородными, не служат ни этим группам меньшинств, ни их делу, ни своей стране».

## Вопрос о свободе уличных акций
По вопросу о воспрепятстовании передвижению, Кокс был осужден на основании статута штата, запрещающего препятствование движению по улицам, тротуарам, мостам и пр. Он заявил, что это противоречит 1 поправке к Конституции, провозглашающей свободу мирных собраний.
Суд признал принципиальное право властей регулировать уличные акции в целях сохранения свободы передвижения: в общественных местах. Указывалось, что «Права на свободу слова и собраний, являясь фундаментальными для нашего демократического общества, тем не менее, не означают, что каждый, кто желает выразить своё мнение или идеи, может сделать это публично в любом общественном месте или же в любое время. Контроль за уличным движением является ясным примером ответственности правительства за обеспечение этого необходимого порядка. Ограничение в этом отношении, разработанное для того, чтобы обеспечить публичное удобство в интересах всех, и защищённое от обвинений в дискриминационном применении, не может быть проигнорировано под предлогом осуществления некоторого гражданского права, которое, при других обстоятельствах, могло бы быть приведено в защиту [правомерности такого действия]». Как пример, приводилась недопустимость езды на красный свет под предлогом социального протеста или организация митинга на площади Таймс-Сквер в часы пик, а также оцепления улицы или входа в государственные и частные здания. С другой стороны, суд указал на недопустимость чиновничьего произвола и дискриминационного применения регулирования общественных собраний. Он отметил, что конституция требует равномерного, последовательного и недискриминационного применения статута. Хотя статут по букве исключает всякие уличные мероприятия и парады, представители городских властей, свидетельствовавшие в суде, указали, что некоторые митинги и парады разрешаются, даже если они имеют препятствуют проезду транспорта, при условии получения предварительного согласия — «договоренностей… сделанных с чиновниками». При этом статут не даёт никаких стандартов для суждений местных чиновников о том, какие митинги можно разрешать или запрещать. Не существует и административных положений по этому вопросу. Таким образом, суд установил, что власти в Батон-Руже разрешают или запрещают парады или уличные митинги полностью по своему неконтролируемому усмотрению. При этом, как выяснилось, перед митингом обсуждаемые на них идеи представляют в полицию, и уже в соответствии с этим митинг разрешается или запрещается.
Суд признал такую практику «санкциями, направленными на подавление обмена идеями и (право) разрешения должностного лица в качестве цензора». Кроме того, система, позволяющая парады или митинги только с предварительного разрешения чиновников, была признана «очевидной опасностью для прав человека или группы».
В результате суд признал бесспорным, что должностные лица могут быть наделены ограниченными правами регулирования времени, места, продолжительности, или порядка использования улицы для общественных собраний, при условии, что такие ограниченные полномочия осуществляются (далее цитируется решения суда по делу Кокс против Нью-Гемпшира) при «единообразном методе отношения к каждому факту применения, свободном от неподходящих соображений и от несправедливой дискриминации… [и] систематическом, последовательном и справедливом порядке обращения, принимающем во внимание [только] удобство публичного использования автомобильных дорог».

## Текст приговора
- COX v. LOUISIANA, 379 U.S. 536 (1965)